# Calverons
Calverons, popularment mas Cubarons, és una masia del municipi de Torelló (Osona) inclosa en l'Inventari del Patrimoni Arquitectònic Català.

## Descripció
En la masia s'hi distingeixen clarament dos cossos. És de planta rectangular de coberta dues vessants i amb el carener perpendicular a la façana, la qual es troba orientada a migdia. En aquest sector, el mas es troba realçat, és a dir consta d'un pis més que la resta de l'edificació. Aquest pis és destinat a galeries obertes a migdia mitjançant badius. A sota dels quals sobresurt un cos de planta quadrada que ubica una altra galeria de construcció anterior. Font espona a aquest cos hi ha el portal d'entrada, el qual és adovellat i ostenta un escut a la dovella central. És construïda amb pedra i arrebossada al damunt, deixant els elements de ressalt de pedra vista. L'estat de conservació és bo.

## Història
És un mas antic que es troba registrat en el fogatge de la parròquia i terme de Sant Feliu de Torelló. Habitava el mas Feliu Calverons. El mas fou reformat i ampliat als segles xvi i xvii. El portal duu la data de 1584 esculpida damunt l'escut. A l'interior hi ha un altre portal que duu una inscripció en llatí, la traducció de la qual és la següent: "NO TENIM UNA CASA PERMANENT SI NO FUTURA". Porta la data de 1631. El mas ja no és habitada pels seus propietaris els quals l'adquiriren l'any 1903.